# 香港金線蘭
香港金線蘭（学名：Anoectochilus yungianus），蘭科開唇蘭屬，香港稀有物種，地生性草本。
香港金線蘭只生於大帽山、馬鞍山及大東山高地近溪流的石縫或林地上。特徵為純白色絲狀根狀匍匐，淺桃紅色莖呈圓柱形，匙形葉片對生。葉脈明顯如金紅色絲網狀玫麗圖案。故此得名金線蘭。

## 外部連結
- 香港金線蘭 （页面存档备份，存于）